# Kokcsinella
A kokcsinella  a bíbortemő kaktuszon és más fügekaktusz fajtákon élősködő bíbortetű nőstényeiből kivont színező anyag. Főleg élelmiszerek adalékaként használják. További feldolgozásával kárminfestéket gyárthatunk. A kárminsav mellett glicerin-mirisztátot (egy zsírfajtát) és kokkerint (kokcsinellaviaszt) is tartalmaz.

## Előállítása
A bíbortetveket kefével, seprűvel óvatosan leseprik a bíbortermő kaktuszról, majd bádog- vagy vaslemezekre kiteregetik és kemencékben megszárítják, vagy forró vízgőzben megölve a napon aszalják őket.

## Fajtái, névváltozatok
A kokcsinellát cochenille vagy spanyolosan grana néven forgalmazzák. A cochenille a bíbortetű megszárított, szárnyatlan nőstényeiből áll. 1 kiló kokcsinella 65–75 000 bíbortetűt tartalmaz. A kereskedelemben megkülönböztetik a finom és durva szemű kokcsinellát, továbbá grana fina vagy mestica nevű terméket; ez utóbbi válogatott, nagyszemű. Az apró szemű, durva változat neve grana silvestre vagy capesiana. E két típus keveréke a granellana. Az elkészítés módja szerint van:
- grana renegrida, amit forró vízben öltek meg, és a napon szárítottak ki;
- grana negra, amit forró vízben öltek meg, és forró bádoglemezen szárítottak;
- grana jaspeada, ami a legbecsesebb, ezüstszürke kokcsinella.

A zacatilla az első szüret legjobb eredménye. A vadon termő fügekaktuszon élő bíbortetveket vad bíbortetű néven hozzák forgalomba.